# Гамкало Іван Дмитрович
Іван-Ярослав Дмитрович Гамкало (нар. 1 травня 1939, Городище Королівське) — український диригент, педагог, музикознавець, музично-громадський діяч. Народний артист Української РСР (1982), професор (1991), академік (дійсний член) Національної академії мистецтв України, член Європейської академії музичного театру.

## Біографія
Народився в селі Городище Королівське на Львівщині. У 1963 закінчив Львівську консерваторію у класі Миколи Колеси. У 1957-63 роках працював у Львівському оперному театрі, в 1963-65 зав. музичн частиною та диригент у Дрогобицькому музично-драматичному театрі, в 1965-67 диригент-стажист Київського оперного театру (керівник К. Симеонов). У 1968—1970 роках головний диригент у Донецькій філармонії, з 1970 — в Київському оперному театрі. 1963-65 — викладач Дрогобицького педагогічного інституту й музичного училища, 1977—1981 та з 2000 Київській консерваторії, 1981—2000 — інституту культури. Генеральний директор — художній керівник Національного симфонічного оркестру (1997—1999).
Для виконавської манери Гамкала характерні академізм, прояви традицій чеської школи, зокрема увага до найтонших деталей виконуваних творів, обумовлені впливом М.Колесси, і водночас масштабність прищеплена диригентові К.Симеоновим.
Багато уваги приділяє роботі зі співаками, формуванню музично-вокального образу. Під керівництвом Гамкала на сцені Київського оперного театру дебютували М.Стеф'юк, А.Кочерга, Л.Забіляста, В.Гришко, В.Лук'янець та інші.
Оперний репертуар Гамкала налічує близько 50 опер. Поміж них: «Вечорниці» П. Ніщинського, «Травіата» Дж. Верді (оперна студія Львівської консерваторії); «Чорноморці» М. Старицького — М. Лисенка (Дрогобицький музично-драматичний театр), «Катерина» М. Аркаса, «Купало» А. Вахнянина, «Тарас Бульба» М. Лисенка, «Богдан Хмельницький» К. Данькевича, «Мазепа» П. Чайковського, «Царева наречена» М. Римського-Корсакова, «Князь Ігор» О. Бородіна, «Хованщина», «Борис Годунов» М. Мусоргського, «Катерина Ізмайлова» Д. Шостаковича, «Орфей та Еврідіка» Х. В. Глюка, «Чарівна флейта» В. А. Моцарта, «Отелло», «Трубадур» Дж. Верді, «Гугеноти» Дж. Мейєрбера, «Кармен» Ж. Бізе, «Сільська честь» П. Масканьї, «Паяци» Р. Леонкавалло (Київський театр опери та балету). Диригент-постановник вистав в цьому театрі «Травіата» Дж. Верді (1966), «Наталка Полтавка» М. Лисенка (1971, 1989, 1994), «Запорожець за Дунаєм» С. Гулака-Артемовського (1972, 1978, 1988), «Наймичка» М. Вериківського (1984), «Мойсей» М. Скорика тощо, «Чародійка» П. Чайковського (2005, Самарський оперний театр). Під керівництвом Гамкала здійснені перші виконання вистав: «Казка про загублений час» Ю. Рожавської (1971), «Ніжність» В. Губаренка (1972), «На русалчин Великдень» М. Леонтовича (1977), «Анна Ярославна — королева Франції» А. Рудницького (1995, перше виконання в Україні), «Купало» А.Вахнянина (1993, перше виконання на сцені Київського оперного театру), «Бояриня» В.Кирейка (2008, перше виконання).
У Національній філармонії здійснив концертно-театралізовані версії: «Наталка Полтавка» М.Лисенка (1992), «Запорожець за Дунаєм» С.Гулака-Артемовського (1993), «Травіата» Дж. Верді (1994), «Євгеній Онєгін» П.Чайковського (1995), «Сокіл» Д.Бортнянського (1996, вперше українською мовою), « Жовтий лелека» О.Костіна (1997, перше виконання), «Моцарт і Сальєрі» М.Римського-Корсакова (1999), «Гайдамаки» К.Стеценка і Р.Гліера (за поемою Т.Шевченка, 1999), «Поет» Л.Колодуба (2004, до 190-річчя Т. Г. Шевченка).
Іван Гамкало провадить активну концертну діяльність. Виконує різноплановий репертуар, включає в програми невідомі й маловідомі композиції. Гастролював як оперний і симфонічний диригент у містах України, у Росії, Молдові, Словаччині, Румунії, Німеччині, Швейцарії, Франції, Іспанії, Данії, Нідерландах, Канаді. Записав у фонд Українського радіо опери «Утоплена» і «Ноктюрн» М.Лисенка, «На русалчин Великдень» М.Леонтовича, кантату «Заповіт» С.Людкевича, уривки з опер «Облога Дубно» П.Сокальського, «Катерина» М.Аркаса, «Наталка Полтавка» М.Лисенка, «Вечорниці» П.Ніщинського, «Давидові Псалми» М.Кузана тощо. Під керівництвом Гамкала записано музику до телефільму «Спокута» (за оперою «Наймичка» М.Вериківського, 1986, «Укртелефільм») та кінофільму «Запорожець за Дунаєм» (за однойменною оперою С.Гулака-Артемовського, 2006, Національна кіностудія ім. О.Довженка).
Також Іван Гамкало провадить велику музично-громадську й науково-організаційну роботу. Від 1960 — член Хорового товариства (тепер Всеукраїнська музична спілка), з 1962 — Українського театрального товариства (тепер Національна спілка театральних діячів України), з 2007 член Національної спілки композиторів України, з 1992 — член засновник і член Правління (до 2005) Європейської академії музичного театру (зараз і Відні), з 1993 член правління, з 1997 Президент з 2008 почесний Президент товариства «Україна — Вірменія», з 1996 — голова наглядової ради Національної філармонії, з 2000 — член Ради товариства «Україна — світ», 2001—2005 та з 2008 — член Комітету з Шевченківських премій, з 2002 — бюро відділень музичного мистецтва Академії мистецтв України, з 2003 — Президії правління «Шевченківського фонду — XXI століття». Науковий консультант УРЕ, УРЕС, енциклопедичного довідника «Митці України», «Мистецтво України», ЕСУ, меморіального альманаху «Видатні діячі минулих століть» (К., 2001).
Іван Гамкало активний популяризатор надбань національної та світової музичної культури в пресі, на телебаченні та радіо (Україна, Канада, Франція, Нідерланди, Німеччина, Австрія, Росія). Опублікував низку праць з питань історії музичного виконавства в Україні й за кордоном (Росія, Німеччина).

## Дискографія
- опера «На русалчин Великдень» М.Леонтовича «Мелодія». С10 — 17737-38, 1980;
- CD: мультимедійний CD — «Перлини української культури», (автор вступної статі та співупорядник розділу присвяченому музичному мистецтву. — К., 2002);
- мультимедійний CD «Митці України — Тарасові Шевченку» (упорядник та автор вступної статі розділу «Шевченко в музиці». — К., 2004).

## Літературні твори
- «Проценко: Життєпис, спогади». — К.,1990 (у співавторстві); «Обрії Київської опери» // Сузір'я — К.,1982 — випуск 16;
- «Удивительный, вдохновенный художник» // В.Тольба. Статьи, воспоминания. — К., 1986;
- «Це Україна» Книжка-альбом. — К.,1995;
- «Natürlich haben wir auch gemeinsame Probleme». // Musiktheatr — Management III. Musiktheatr und Recht. Видання Європейської академії музичного театру та Байройтського університету. Турнау, 1995;
- «Симфонічне виконавство в Україні» // Мистецькі обрії. — К., 1999; "До проблем музичного джерелознавства. Стан української біо-бібліографії.
- Там само, 2002; «Незаменимых у нас нет» // Тема Судьбы. Дирижёр Константин Симеонов. С.-Пб, 2002;
- «Подвижник мистецтва і науки» // М.Антонович. Між двома війнами. Спогади. (у 2-х частинах), К., 2003;
- Орест Кураш зблизька // Дзвін. — 2014. — № 11-12. — С. 111—116.